# 松葉茶
松葉茶（まつばちゃ）、または松の葉茶（まつ- -はちゃ）は、松の棘、すなわち松の木（マツ属 Pinus）の葉から作られるハーブティである。朝鮮では、アカマツ（P. densiflora）やアブラマツ（P. tabuliformis）の葉から作られる茶は솔잎차（松葉茶）として知られる。一方、チョウセンゴヨウ（P. koraiensis）の葉から作られる茶は、잣잎차（朝鮮五葉松の葉の茶）や백엽다（柏葉茶（はくようちゃ））として知られる。北米では、松葉茶はストローブマツ（P. strobus）の葉から作られることがある。日本では、主にアカマツやクロマツ（P. thunbergii）が使用されるが、アカマツの方が葉が柔らかく風味も良いとされる。東アジアでは、松葉は仙人の常食とされてきたことから、不老長寿の妙薬とも考えられてきた。

## 主成分
- クロロフィル[2][1]
- ケルセチン[2][1]
- テルペン精油（α-ピネン）[2][1]
- ビタミンA・ビタミンC・ビタミンK[1][2]

## 製造工程

### 松葉茶
松葉茶（ソルリプチャ）は、アカマツかアブラマツの針葉から作られるハーブティである。松葉は普通12月頃に収穫される。なるべく正午以前、山中に位置し南東を向いて日当たりに育った10歳から20歳の木。松葉茶（ソルリプチャ）には2通りの作り方がある。
1つ目の方法は、生か乾燥させた松葉を使う。収穫した葉を1日のあいだ水に浸し、それから洗ってすすぎ、尖い先端を切り落とし、半分かまたは3分に切る。すぐさま使用することもできるが、使う前まで日の当たらない場所で乾かしておいてもよい。水60 mlあたり、乾燥させた松葉10-15 g、または生の松葉20-30 gを弱火で煮出す。この茶には収斂作用（渋み）の特性があるので、味を調えるためにハチミツか砂糖を加える。
2つ目の方法は、発酵させた松葉を使って作るものである。収穫した葉は、その尖い先端を切り落として洗い、それから600 mlの水と100 gの砂糖で作った砂糖溶液に入れる。日の当たる場所で夏なら1週間（他の季節なら更にもう少し）で発酵する。よく発酵した松葉茶（ソルリプチャ）は布で漉し、冷茶で提供する。

### 朝鮮五葉松の葉の茶
チャンニプチャ／柏葉茶（ペギョプタ／ペギョプチャ）
東向きに生える葉を収穫し茶を作る。生の松葉50 gを洗い、水気をきり、300 mlの水で煮る。ひと煮立ちしたら、弱火で煎じ、葉を除いて賞味する。